# Droga wojewódzka 755
Die Droga wojewódzka 755 (DW 755) ist eine 39 Kilometer lange Droga wojewódzka (Woiwodschaftsstraße) in der polnischen Woiwodschaft Heiligkreuz und der Woiwodschaft Lublin, die Ostrowiec Świętokrzyski mit Kosin verbindet. Die Strecke liegt im Powiat Ostrowiecki, im Powiat Opatowski, im Powiat Sandomierski und im Powiat Kraśnicki.

## Streckenverlauf
Woiwodschaft Heiligkreuz, Powiat Ostrowiecki
-  Ostrowiec Świętokrzyski (DK 9, DW 751, DW 754)
- Denkówek
- Goździelin
- Bodzechów
- Grójec
- Brzóstowa
- Ćmielów

Woiwodschaft Heiligkreuz, Powiat Opatowski
- Drygulec
-  Ożarów (DK 79)
- Sobów
-  Bałtówka (DK 74)
- Suchodółka

Woiwodschaft Heiligkreuz, Powiat Sandomierski
- Czyżów Szlachecki
-  Zawichost (DW 777)

Woiwodschaft Lublin, Powiat Kraśnicki
-  Kosin (DW 854)